# Султакай
Султака́й (рос. Султакай) — село у складі Александровського району Оренбурзької області, Росія.

## Населення
Населення — 393 особи (2010; 500 у 2002).
Національний склад (станом на 2002 рік):
- татари — 93 %